# Кузьмин, Александр Степанович (буровой мастер)
Александр Степанович Кузьмин (род. 28 октября 1948, Грозный) — буровой мастер Нижневартовского УБР № 1 ПО «Нижневартовскнефтегаз», лауреат Государственной премии СССР (1983).
В 1976 году окончил Грозненский нефтяной институт.
Работал в Нижневартовске в УБР № 1 ПО «Нижневартовскнефтегаз»: помощник бурильщика, бурильщик-оператор по наклонно направленному бурению, помощник мастера (1978), буровой мастер (1981), с марта 1983 по июль 1984 г. главный инженер.
Его бригада первой среди бригад первопроходчиков Западной Сибири достигла годовой выработки в 100 тысяч метров и несколько лет держала этот рубеж за счёт максимального снижения простоев.
Лауреат Государственной премии СССР (1983) — за выдающиеся достижения в труде, личный вклад в наращивание темпов добычи нефти и газа.